# Воскресіння Христове (яйце Фаберже)
Великоднє яйце «Воскресіння Христове» — ювелірний виріб фірми Карла Фаберже. Рік виготовлення і замовник достеменно не відомі. Дослідники до останнього часу вважали його одним з подарунків, який російський імператор Олександр III зробив на Великдень своїй дружині імператриці Марії Федорівні. За висунутою нещодавно версією «Воскресіння Христове» є сюрпризом імператорського яйця «Ренесанс», що вважався загубленим.

## Дизайн
Яйце виконане у стилі нео-ренесанс. В прозорій оболонці яйця із гірського кришталю розміщена мініатюрна скульптурна композиція: Христос стоїть над гробницею із двома ангелами по боках, їх одежа виконана білою емаллю. Група поміщена на овальному майданчику отороченому діамантами, що підтримується знизу рифленою ніжкою, декорованою білою і прозорою суничної емаллю. Яйце поставлене на ніжку декоровану різнокольоровим емалевим орнаментом у стилі Відродження, з чотирма перлинами на основі та однією, більшого розміру, — на перехопленні ніжки.
Мистецтвознавець Кеннет Сноумен виказував припущення, що ідея яйця «Воскресіння Христове» була навіяна годинником у формі сфери з гірського кришталю майстра Генріха Хофмана, який зберігається в галереї «Зелені склепіння» в Дрездені.

## Датування
Вважається, що яйце було виготовлене в період від 1884 до 1894 року, оскільки на ньому стоїть раннє клеймо головного майстра Михайла Перхіна і пробірне клеймо, яке ставилось в петербурзькій ювелірній майстерні Фаберже до 1899 року.